# Delsey McKay
Delsey McKay (* 1924 in Pittsburgh; † 5. Dezember 2004 in Shadyside (Pittsburgh))  war eine US-amerikanische Jazzpianistin, Sängerin und Songwriterin.
McKay gelang der künstlerische Durchbruch, als sie Ende der 1960er Jahre nach New York kam und in der dortigen Jazzszene von dem britischen Musiker Peter McDonough entdeckt und gefördert wurde.  Es folgten Aufnahmesessions  für Decca Records in London, wo sie einen kleineren Hit mit dem Song Hold Her Hand a Little Higher hatte, ein Tribut auf die Freiheitsstatue, den sie am Tag der Ermordung von Martin Luther King geschrieben hatte; der Song erschien jedoch nicht in den Vereinigten Staaten. 1968 trat sie in der Fernsehshowreihe Soul! auf. In den 1970er Jahren tourte sie in Europa. 1973 nahm sie für Decca die Single I Have Never Been to California auf; 1974 erschien bei London Records der Song I've Been There. Zur 200-Jahr-Feier der USA schrieb sie Sing American Sing, der in die Archive des Kongress der Vereinigten Staaten aufgenommen wurde. Sie starb im Alter von 80 Jahren in Shadyside, einem Vorort von Pittsburgh.